# Walkabout (roman)
Pour les articles homonymes, voir Walkabout.
Walkabout est un roman britannique de James Vance Marshall (en), paru en 1959.
Il parle d'un crash aérien où il reste seulement deux survivants, Mary et son petit frère Peter. Ceux-ci sont sur le point de mourir de soif et de faim quand un aborigène Australien vient les secourir.